# Флавий Павел (консул 512 г.)
Вижте пояснителната страница за други личности с името Флавий Павел.
Флавий Павел (на латински: Flavius Paulus) e византийски политик през началото на 6 век.
Син е на Флавий Вивиан (консул 463 г.) и брат на Адаманций (praefectus urbi на Константинопол 474 – 479 г.).
Флавий Павел е християнин, става patricius и през 512 г. консул заедно с Флавий Мошиан.